# Comedy Central Extra
Comedy Central Extra – angielska stacja telewizyjna, uruchomiona 1 września 2003 roku. Stację można oglądać na platformie cyfrowej Sky Digital.
W Polsce stacja zaczęła nadawać 3 marca 2020 roku jako Polsat Comedy Central Extra Comedy Central Extra, zastępując kanał Comedy Central Family.

## Programy
- Frasier
- Cybill
- Taxi
- M*A*S*H
- Eurotrash
- Time Gentlemen Please
- The Upper Hand
- Bless This House
- George & Mildred, Brush Strokes
- Monty Python's Flying Circus
- Don't Wait Up(inne języki)
- iCarly
- Mr Bean
- Seinfeld
- Cheers
- Wendell & Vinnie
- Roseanne
- Instant Mom
- See Dad Run(inne języki)
- Chybić Farah(inne języki)